# Germán Real
Germán Gonzalo Real (Rosario, Provincia de Santa Fe, Argentina; 17 de abril de 1976) es un exfutbolista argentino. Jugaba como delantero y su primer equipo fue Newell's Old Boys. Su último club antes de retirarse fue Alumni de Casilda.
En la actualidad se dedica a la representación de jugadores.

## Trayectoria
Jugó en varios clubes de Argentina y del extranjero, entre ellos Colo-Colo de Chile, ya que fue el único sobreviviente, de los cuatro refuerzos argentinos que trajo el técnico Ricardo Dabrowski al equipo albo. Real jugó en el Cacique, en el primer ciclo de la era de Dabrowski en la banca colocolina y en la era del ídolo albo Marcelo Espina, donde marcó 11 goles y tuvo un buen paso por el equipo chileno, a pesar de que no fue campeón en su estadía por Chile.

## Clubes
| Club                       | País      | Año       |
| -------------------------- | --------- | --------- |
| Newell's Old Boys          | Argentina | 1996-1997 |
| Central Córdoba de Rosario | Argentina | 1997-1998 |
| Newell's Old Boys          | Argentina | 1998-2001 |
| Banfield                   | Argentina | 2002      |
| Talleres de Córdoba        | Argentina | 2002-2003 |
| Ionikos                    | Grecia    | 2003      |
| Unión de Santa Fe          | Argentina | 2004      |
| Colo-Colo                  | Chile     | 2004-2005 |
| Blooming                   | Bolivia   | 2005-2006 |
| Talleres de Córdoba        | Argentina | 2006      |
| Deportivo Quito            | Ecuador   | 2006      |
| Independiente Rivadavia    | Argentina | 2007      |
| Instituto de Córdoba       | Argentina | 2008      |
| La Emilia                  | Argentina | 2008      |
| Unión de Sunchales         | Argentina | 2009      |
| Central Córdoba de Rosario | Argentina | 2009-2010 |
| Central Norte de Salta     | Argentina | 2010      |
| Social Gödeken             | Argentina | 2011      |
| Alumni de Casilda          | Argentina | 2012      |